# 三田駅 (兵庫県)
三田駅（さんだえき）は、兵庫県三田市にある、西日本旅客鉄道（JR西日本）・神戸電鉄の駅。JR西日本の駅番号はJR-G61、神戸電鉄の駅番号はKB29。
JRの駅は直営駅（宝塚駅の被管理駅）で、アーバンネットワークおよび「JR宝塚線」の愛称区間、ICOCAの利用エリアに含まれている。
神戸電鉄の駅には当駅を終点とする三田線に加え、横山駅から分岐する公園都市線の列車も乗り入れている。PiTaPaの利用エリアに含まれている。

## 歴史
三田市を代表する駅で、JR・神戸電鉄共に原則として全ての営業列車が停車する。ただし、JRでは国鉄時代に運行されていた特急『まつかぜ』の一部は通過していた。
1943年までは、当駅を起点として有馬温泉まで国鉄有馬線が延びていた。現在でもJRの駅の1番線の尼崎寄りにホームの跡が確認できる。

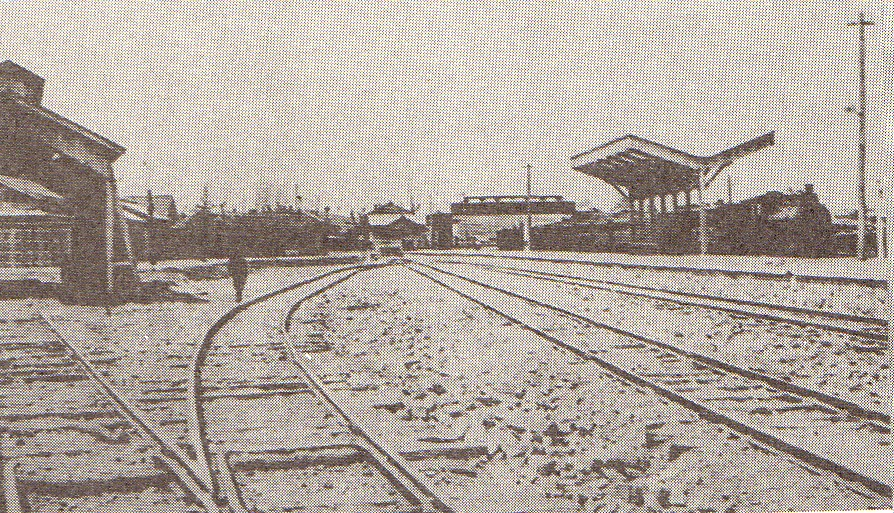
有馬線開業の頃の国鉄三田駅、右側が福知山線、左側が有馬線

- 1899年（明治32年）1月25日：阪鶴鉄道が有馬口駅（現在の生瀬駅）から延伸した際に、終着駅として開業[2][4]。旅客・貨物の取り扱いを開始[5]。
- 1907年（明治40年）8月1日：阪鶴鉄道が国有化され、帝国鉄道庁の駅となる[4]。
- 1909年（明治42年）10月12日：線路名称制定[4]。阪鶴線所属駅となる[4]。
- 1912年（明治45年）3月1日：線路名称改定。阪鶴線の福知山駅以南が福知山線に改称し、当駅もその所属となる[4]。
- 1915年（大正4年）4月16日：有馬鉄道（後の国鉄有馬線）が開業し、国鉄三田駅へ乗り入れ開始[4][6]。
- 1919年（大正8年）3月31日：有馬鉄道が国有化され、国有鉄道の有馬軽便線（1922年より有馬線）となる[4]。
- 1928年（昭和3年）12月18日：神戸有馬電気鉄道三田線開業により、同線の三田駅が開業[1][6]。
- 1943年（昭和18年）7月1日：有馬線が不要不急線に指定され休止[4]。
- 1947年（昭和22年）1月9日：神戸有馬電気鉄道と三木電気鉄道の会社合併により、三田線の駅は神有三木電気鉄道の駅となる[6]。
- 1949年（昭和24年）4月30日：神有三木電気鉄道の社名変更により、三田線の駅は神戸電気鉄道の駅となる[6]。
- 1981年（昭和56年）4月1日：国鉄での貨物の取り扱いを廃止[5]、および国鉄と神戸電気鉄道の接続線を廃止[1]。
- 1985年（昭和60年）3月14日：国鉄での荷物扱い廃止[5]。
- 1987年（昭和62年）
  - 3月19日：三田市と住宅・都市整備公団の負担により国鉄三田駅が橋上駅舎化される[7]。総工費3億7000万円[7]。
  - 4月1日：国鉄分割民営化により、国鉄の駅は西日本旅客鉄道（JR西日本）の駅となる[4]。
- 1988年（昭和63年）
  - 3月13日：路線愛称の制定により、「JR宝塚線」の愛称を使用開始。
  - 4月1日：神戸電気鉄道の社名変更により、三田線の駅は神戸電鉄の駅となる[6]。
  - 4月：神戸電鉄三田駅を改装[1]。
- 1991年（平成3年）3月：神戸電鉄三田駅のホームを改良し、4両編成が入線できるようになる[1][6]。
- 1998年（平成10年）1月25日：自動改札機を設置し、供用開始[8]。
- 2003年（平成15年）11月1日：JR西日本でICカード「ICOCA」の利用が可能となる[9]。
- 2007年（平成19年）9月21日：JR三田駅NKビルが開業[10]。
- 2009年（平成21年）4月20日：JR三田駅北広場が完成[2]。
- 2011年（平成23年）3月8日：JR西日本でJR宝塚・JR東西・学研都市線運行管理システムと接近メロディ導入。
- 2014年（平成26年）4月1日：神戸電鉄で駅ナンバリング「KB29」が導入され、使用を開始[11]。
- 2018年（平成30年）3月17日：JR西日本で駅ナンバリング「JR-G61」が導入され、使用を開始。
- 2020年（令和2年）3月：JR改札内トイレがリニューアルされ使用開始。

## 駅構造

### JR西日本
相対式2面2線のホームを持つ地上駅で、橋上駅舎を有している。ホームの有効長は10両分だが、電車の乗降口に合わせてかさ上げされた部分は8両分で、残りの2両分との段差がホーム上で確認できる（線内では伊丹駅も同様に、10両中8両分のみかさ上げが行われている）。
改札口は橋上にある1ヶ所のみ。みどりの窓口やみどりの券売機が設置されているほか、改札内にはトイレやAED、コインロッカー、駅スタンプが設置されている。駅外側の1階にはコンビニ型の「セブン-イレブン ハートイン」もある。かつては、改札横に売店型の「セブン-イレブン キヨスク」が出店していたが、2024年7月31日に閉店した。
かつては上下線の間に中線が1本あった。中線には架線が張られておらず、線内の複線化後は尼崎側としか接続されていなかった。かつては神戸電鉄への搬入車両の留置に使用されたり、1994年に当駅 – 新三田駅間でトラックと衝突事故を起こした車両が留置されるなど、緊急時の列車の待避場所として使われたりすることもあった。中線の撤去後は、完全に停留所となった。
国鉄時代は1番のりば側に駅舎が併設されており、3番のりばとは跨線橋での連絡であった。3番のりばに隣接して4番のりばがあり、単式・島式複合型（いわゆる国鉄型配線）のホームと間に中線の2番線を挟む構造だった。

#### のりば
| のりば | 路線     | 方向 | 行先                         |
| ------ | -------- | ---- | ---------------------------- |
| 1      | JR宝塚線 | 下り | 篠山口・福知山・城崎温泉方面 |
| 3      | JR宝塚線 | 上り | 宝塚・大阪・北新地方面       |

- 上表の路線名は旅客案内上の名称（愛称）で表記している。
- かつて存在した中線に相当する2番線が欠番扱いとなっており、「2番のりば」は存在しない。中線の撤去後もホームの改番はされていない。

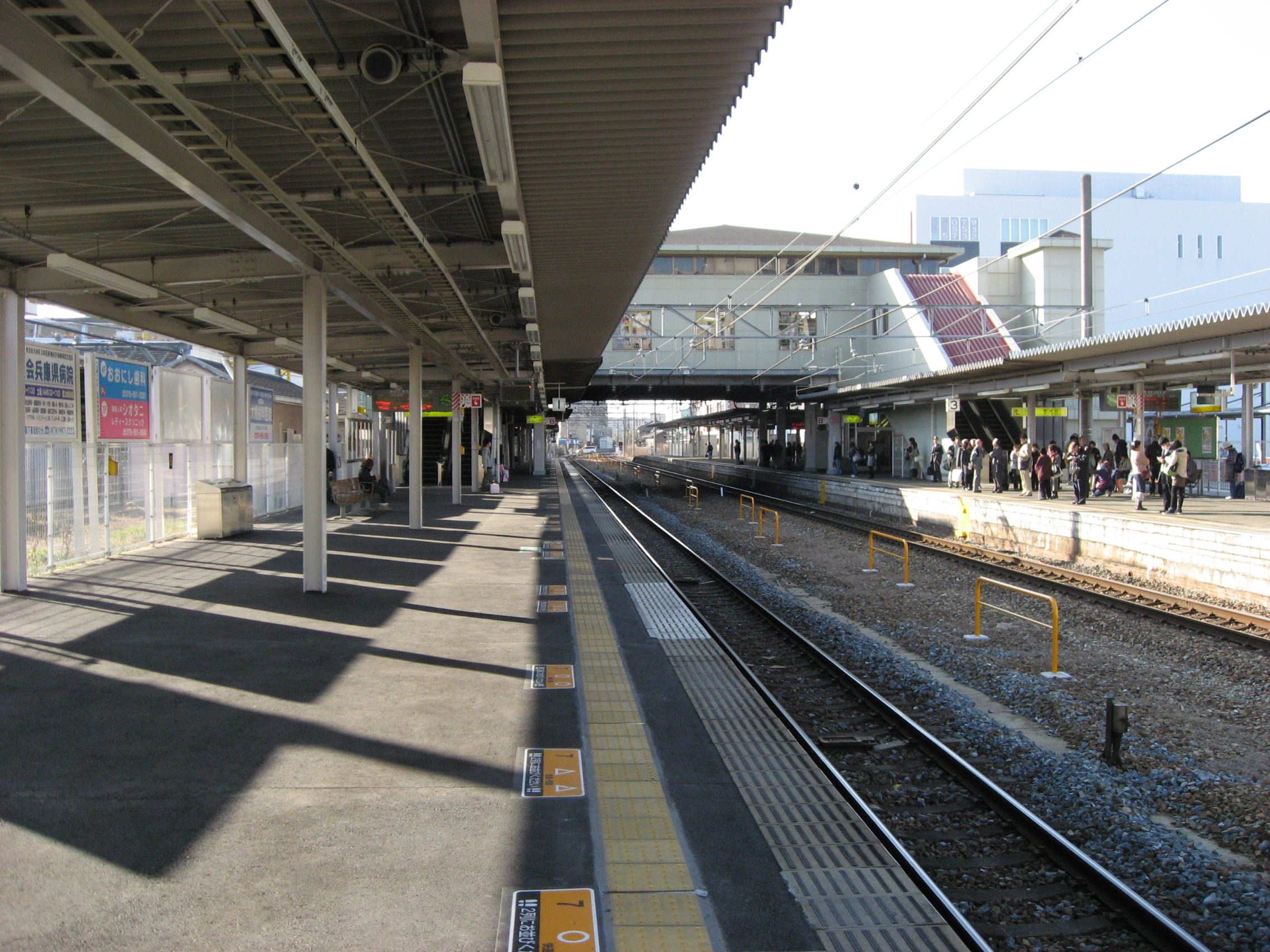
ホーム（2011年2月）

#### ダイヤ
日中時間帯は上下線共に、新三田駅（一部は篠山口駅） - 大阪駅間で運行される区間快速が毎時4本発着する。区間快速は当駅を含む川西池田駅以北では各駅に停車し、上り（尼崎）方面の列車は川西池田駅で普通と接続する。
日中以外の時間帯は丹波路快速をはじめ、全ての快速・普通が停車する。また、全ての特急「こうのとり」が終日毎時1本程度停車する。

### 神戸電鉄
頭端式2面2線のホームを持つ地上駅。2番線のみ両側にホームが設けられているが、北側のホームは現在使用されておらず、南側の1面2線のホームのみが使用されている（北側のホームには番号も振られていない）。かつては隣接して貨物用のホームもあったが既に撤去されており、2024年12月現在、市の再開発事業に伴う立ち退き店舗等の仮設棟が建っている。
ホームの有効長は5両だが、5両編成の列車が入線したことはない。4両・3両編成用のITV装置とホーム確認用ミラーが設置されている。
改札口はホームの頭端部に当たる西側の1ヶ所のみで、終日駅員が常駐している。改札口付近にはトイレやAEDが設置されているほか、改札外には定期券発売所がある。また、改札口の内外に1ヶ所ずつコインロッカーがある。
冬季には車内温度維持のためドアカット（神戸電鉄では営業上「限定開」と呼称している）が行われ、各車両の改札口寄りの1ヶ所のドアのみ開閉され、他のドアは締切扱いとなる。

#### のりば
| 番線 | 路線   | 行先                           |
| ---- | ------ | ------------------------------ |
| 1    | 三田線 | 新開地・ウッディタウン中央方面 |
| 2    | 三田線 | 新開地・ウッディタウン中央方面 |

- 日中は1番線に公園都市線の列車、2番線に三田線の列車が発着する[1]。
- 夜間停泊の運用が設定されている。1番線には翌朝に新開地行きとなる4両編成が、2番線には翌朝の公園都市線の運用に入る3両編成がそれぞれ留置されている。

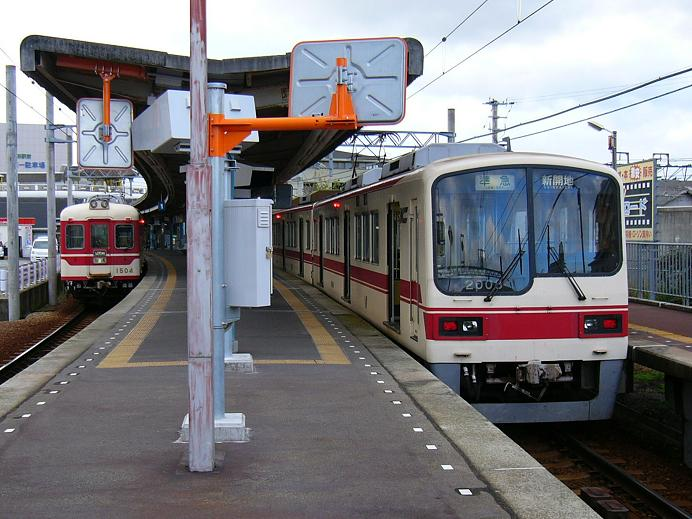
ホーム（2005年10月）

#### ダイヤ
平日・休日ともに、終日を通して新開地方面行きとウッディタウン中央行きが交互に発車しており、それぞれ1時間あたり4本ずつの合計8本が運行されている（早朝・深夜は例外あり）。
JRとの乗り換え客の需要に対応するため、終電は0時台に設定されている。

### 備考
1981年までは当時の国鉄と神戸電鉄は電化された渡り線で接続されており、両社をまたぐ貨物の取り扱いが行われていた。渡り線は神戸電鉄側の駅の改築に合わせて撤去され、現在ではJR駅の保線車両が留置されている大阪寄りの引込み線に、その名残を留めている。
川崎重工業（現在の川崎車両）で製造された神戸電鉄の新製車両の搬入にもこの渡り線が活用されたが、国鉄側の貨物取扱廃止後は現在のトレーラーによる輸送に切り替えられており、市場駅に隣接する保線基地に直接搬入されている。

## 利用状況
1980年代にはJR福知山線（当時は国鉄）の輸送改善と、三田市によりニュータウンの造成が進められ、大阪市・神戸市方面双方のベッドタウンとしての需要が高まったことで、利用客が急増した。
ニュータウンなどの内陸部から神戸電鉄（神鉄）や神姫バスで当駅まで出て、JR福知山線に乗り換える通勤・通学客が多い（北隣の新三田駅に出る住民も少なくない）。
神鉄と神姫バスは、主に神戸市方面の流動で競合関係にある。中心部の三宮駅（JR三ノ宮駅）で比較した場合、神鉄の場合は谷上駅または新開地駅で必ず乗り換えが必要となるのに対し、神姫バスは乗り換えなしで三宮駅前まで直行する特急三ノ宮線を運行している。三木市方面についても競合しており、鈴蘭台駅での乗り換えが必要で大回りとなる神鉄に対し、神姫バスはこちらも乗り換えなしで直通している（ただし神姫バスは運行本数が少なく、普通運賃でも神鉄の方が優位に立っている）。
近年の1日平均乗車は下表のとおりである。
| 年度               | 1日平均乗車人員 | 1日平均乗車人員 |
| 年度               | JR西日本        | 神戸電鉄        |
| ------------------ | --------------- | --------------- |
| 1995年（平成07年） | 16,755          |                 |
| 1996年（平成08年） | 16,231          |                 |
| 1997年（平成09年） | 16,284          |                 |
| 1998年（平成10年） | 16,273          |                 |
| 1999年（平成11年） | 16,302          |                 |
| 2000年（平成12年） | 16,303          |                 |
| 2001年（平成13年） | 16,121          |                 |
| 2002年（平成14年） | 15,828          | 7,595           |
| 2003年（平成15年） | 16,005          | 7,625           |
| 2004年（平成16年） | 16,093          | 7,591           |
| 2005年（平成17年） | 15,826          | 7,545           |
| 2006年（平成18年） | 16,455          | 7,734           |
| 2007年（平成19年） | 16,798          | 7,821           |
| 2008年（平成20年） | 17,145          | 8,041           |
| 2009年（平成21年） | 17,043          | 7,953           |
| 2010年（平成22年） | 17,484          | 8,000           |
| 2011年（平成23年） | 17,967          | 8,141           |
| 2012年（平成24年） | 18,339          | 8,213           |
| 2013年（平成25年） | 18,625          | 8,360           |
| 2014年（平成26年） | 18,372          | 8,271           |
| 2015年（平成27年） | 18,461          | 8,333           |
| 2016年（平成28年） | 18,434          | 8,386           |
| 2017年（平成29年） | 18,370          | 8,378           |
| 2018年（平成30年） | 17,945          | 8,383           |
| 2019年（令和元年） | 17,590          | 8,262           |
| 2020年（令和02年） | 13,766          | 6,621           |
| 2021年（令和03年） | 13,825          | 6,543           |

## 駅周辺

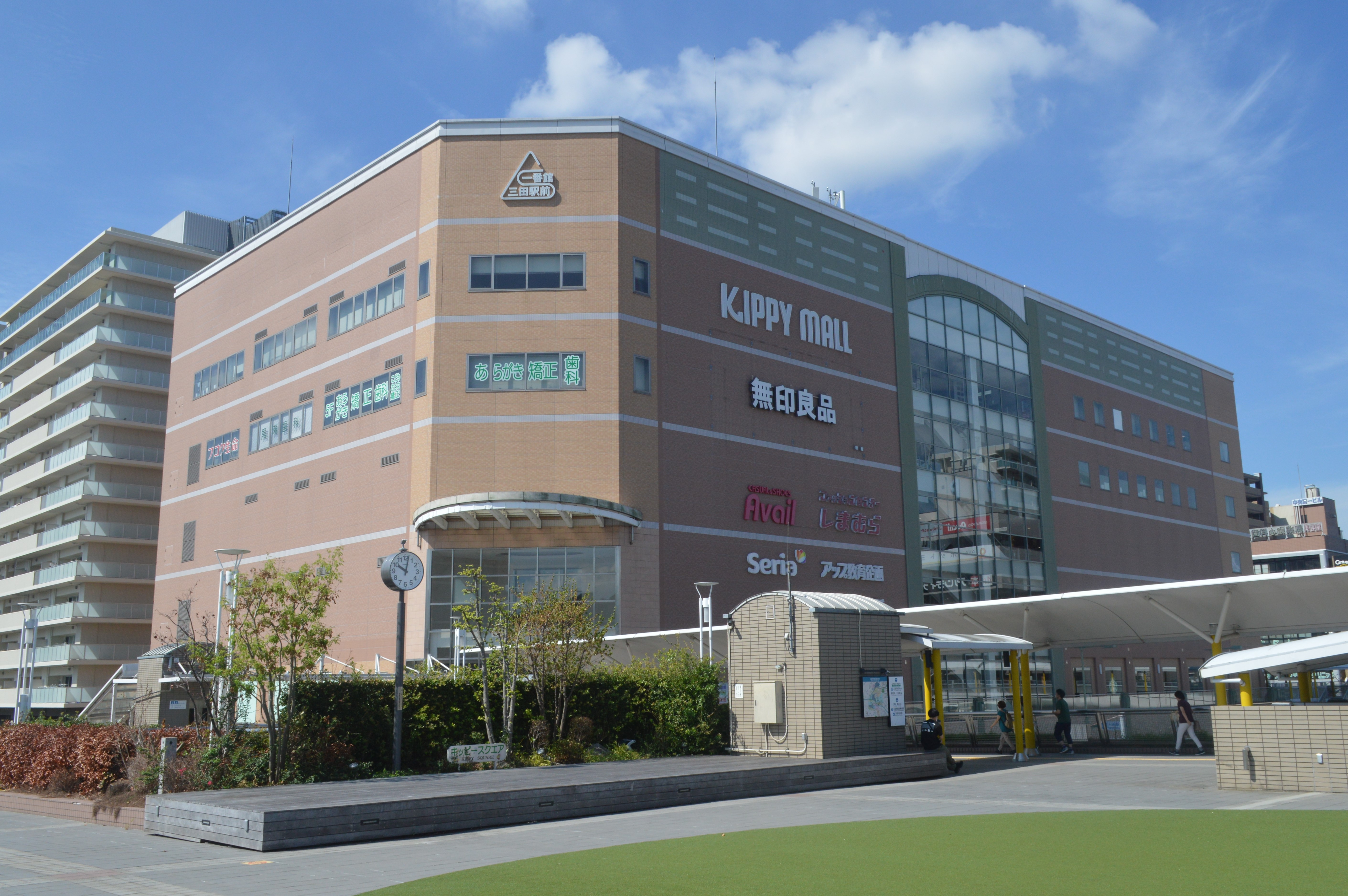
キッピーモール

再開発が進められて以降、南口を中心に駅ビルや各種商業施設などが集積する繁華街となっている。繁華街を離れると住宅地が広がっている。
なお、金融機関については特記しない限り「三田支店」である。
- JR三田駅NKビル[2]
  - 三菱UFJ銀行 宝塚中山支店 JR三田駅前出張所（元・さんだ支店、旧・三菱銀行→東京三菱銀行）[注釈 3]
- キッピーモール（三田駅前一番館）
  - 阪急オアシス
  - 無印良品
- 三田市役所
- 三田郵便局
- 三輪郵便局
- 三田警察署
- 三田警察署三田駅前交番
- 兵庫県立有馬高等学校
- 三田市立三田小学校
- 三田市立三輪小学校
- 三井住友銀行 三田支店（三田市指定金融機関、旧・西宮銀行→神戸銀行→太陽神戸銀行→太陽神戸三井銀行→さくら銀行店舗）
- りそな銀行 三田支店
- みなと銀行 三田支店[注釈 4]
- 三田市総合文化センター
  - 郷の音（）ホール
- 三菱電機 三田製作所
- 国道176号
- 兵庫県道141号黒石三田線
- 業務スーパー 三田中央店
- 武庫川

## バス路線
神姫バスやタクシーが乗り入れるバスターミナルが駅の南北に整備されている。乗り場は南口に10か所（バスターミナル内に7か所、東側の県道上に3か所、うち1か所は未使用）、北口に3か所（うち1か所は未使用）ある。
神姫バスにとっては新三田駅と並ぶ同社の主要な停留所の一つで、市内各地を初め、加東市社（旧社町）や三木市方面への路線も運行している。
かつては阪急バスも乗り入れており、西宮市山口町方面、神鉄バスから継承した有馬温泉（神戸市北区有馬町）方面、阪急田園バスから継承した宝塚市西谷地区方面へ向かう路線を運行していたが、2023年3月18日までに全て廃止・撤退している。
| のりば         | 運行事業者 | 系統・行先 |
| 三田駅         | 三田駅     | 三田駅 |
| -------------- | ---------- | --- |
| 1              | 神姫バス   | - 1系統：富士が丘6丁目 - 3系統：新三田駅 |
| 2              | 神姫バス   | - 2系統：富士が丘6丁目 - 3-2系統：新三田駅 |
| 3              | 神姫バス   | 70系統（急行）・73系統：関西学院神戸三田キャンパス前 |
| 4              | 神姫バス   | - 6系統：新三田駅 - 32系統：上青野 - 34系統：須磨田 - 36系統：藍本駅                                                                                               |
| 5              | 神姫バス   | 67系統：神戸三田プレミアムアウトレット |
| 6              | 神姫バス   | - 8系統・9系統：馬渡 - 10系統：社町駅 - 13系統：岡場駅前 - 15系統：三木営業所 - 18系統・19系統（急行）：美奈木台 - 115系統：北播磨総合医療センター                 |
| 7              | 神姫バス   | 38系統（特急）：ゆりのき台郵便局前 / 地下鉄三宮駅前 |
| 8              | 神姫バス   | - 16系統：鹿の子台南町6丁目 - 17系統：鹿の子台物流センター - 66系統：岡場駅前                                                                                      |
| 9              | 神姫バス   | 14系統：神戸駅南口 |
| 10             | 神姫バス   | （発着路線なし） |
| 三田駅（北口） |            | |
| 11             | 神姫バス   | - 20系統：三田市民病院 - 21系統：小柿・三田市民病院 / 三田市役所前 - 22系統・23系統：波豆川 / 三田市役所前 - 24系統：乙原バレイ・母子・三田市民病院 / 三田市役所前 |
| 12             | 神姫バス   | 25系統：関西学院千刈キャンプ前 |
| 13             | 神姫バス   | （発着路線なし） |

## 隣の駅
西日本旅客鉄道（JR西日本）
 JR宝塚線（福知山線）
- 特急「こうのとり」停車駅

■丹波路快速・■快速（共に当駅から新三田方の各駅に停車）
西宮名塩駅 (JR-G58) - 三田駅 (JR-G61) - 新三田駅 (JR-G62)
■区間快速・■普通
道場駅 (JR-G60) - 三田駅 (JR-G61) - 新三田駅 (JR-G62)
神戸電鉄
■三田線（■公園都市線直通含む）

■特快速（新開地行きのみ運転）・■急行・■準急・■普通
三田本町駅 (KB28) - 三田駅 (KB29)

### かつて存在した路線
鉄道省（国有鉄道）
有馬線
三田駅 - 塩田駅